# Chryssa
Chryssa Vardea-Mavromichali (en griego: Χρύσα Βαρδέα-Μαυρομιχάλη; 31 de diciembre de 1933 - 23 de diciembre de 2013) fue una artista greco-estadounidense que trabajaba en una amplia variedad de medios. Una pionera del arte estadounidense en arte de la luz y la escultura luminista ampliamente conocida por su neón, acero, aluminio e instalaciones de vidrio acrílico, siempre ha utilizado el homónimo de Chryssa profesionalmente. Ella trabajó desde mediados de la década de 1950 en su estudio de la Ciudad de Nueva York y ha estado trabajando desde 1992 en el estudio que estableció en Neos Kosmos, Atenas, Grecia.

## Biografía
Chryssa nació en Atenas en la famosa familia Mavromichalis de Deep Mani. Su familia, aunque no es rica, fue educada y culta, una de sus hermanas, que estudiaron medicina, era una amiga del poeta y novelista Nikos Kazantzakis.